# Mauvezin (Alto Garona)
Mauvezin (em occitano:  Mauvesin) é uma comuna francesa na região administrativa da Occitânia, no departamento do Alto Garona. Estende-se por uma área de 4.76 km², com 91 habitantes, segundo o censo de 2018, com uma densidade de 19 hab/km².